# Perthes-lès-Hurlus
Perthes-lès-Hurlus é uma antiga comuna francesa do departamento de Marne

## História
Em 1914, Perthes-lès-Hurlus ocupava uma área de 1 300 hectares, dos quais 1 250 hectares eram terras destinadas à agrigultura. Tinha 156 habitantes. Em setembro daquele ano, no início da Primeira Guerra Mundial, a passagem do exército alemão, daquele ano, obrigou os habitantes a abandonar suas casas. Até abril de 1915, o local foi palco de intensos combates. Entre os mortos, estava o jovem pintor expressionista alemão August Macke.
Arrasada, a pequena vila jamais foi reconstruída. Quando da criação do campo militar de Suippes, em 1950, a comuna foi oficialmente suprimida e seu território anexado à comuna vizinha de Souain, que passou a se chamar Souain-Perthes-lès-Hurlus, para perpetuar a memória da vila desaparecida.

### Geografia
Perthes-lès-Hurlus está situada no nordeste do departamento de Marne, entre Reims e Verdun, no cruzamento de antigas estradas que ligavam Souain a Hurlus e Tahure a Suippes.